# Dauphiné
Dauphiné (výsl. [dofine]) je název někdejší francouzské provincie na jihovýchodě Francie mezi řekou Rhônou a italskými hranicemi jižně od Savojska a severně od Provence. Do roku 1349 bylo Dauphiné de Viennois (latinsky Delphinatus Viennensis) hrabství v Arelatském království a knížectví Svaté říše římské.

## Geografie
Největšími městy v Dauphiné jsou Grenoble, Gap a Valence. Jeho území je rozděleno mezi departementy Isère, Drôme a Hautes-Alpes v regionech Rhône-Alpes a Provence-Alpes-Côte d'Azur.

## Historie
Dauphiné (delfinát) byl původně samostatný feudální stát, který se rozvíjel od 11. do 14. století jako součást Burgundského království, Franské říše, Středofranské říše a posléze Svaté říše římské. Název je odvozen od titulu dauphin (fr. „delfín“), který užívali jeho vládcové. V roce 1349 poslední bezdětný dauphin Humbert II. prodal Dauphiné francouzskému následníkovi trůnu Karlovi. Smlouva určila Dauphiné jako apanáž pro nástupce trůnu a tím se území stalo fakticky součástí Francouzského království. Odtud vznikla tradice, že francouzský korunní princ obdržel při svém narození území Dauphiné i s titulem dauphin (obdobně jako anglický korunní princ má titul princ z Walesu nebo španělský korunní princ je kníže z Asturie).
V roce 1356 složil nový dauphin lenní přísahu císaři Karlu IV. V 15. století bylo Dauphiné začleněno do majetku francouzské koruny a odloučilo se tak od Svaté říše římské také de iure.
V době francouzské revoluce se stavy z Dauphiné sešly 21.7. 1788 na zámku Vizille poblíž Grenoblu. Toto nelegální shromáždění svolali místní hodnostáři jako prostředek na obranu místního parlamentu proti královským dekretům. Dauphinský parlament neuznával královskou autoritu více než 20 let. Odmítl například královské nařízení o zvýšení daní, což mu vyneslo velkou popularitu. Druhá schůze se sešla v Romans v září 1788. Zde se rozhodovalo o tom, že zastoupení třetího stavu bude zdvojnásobeno, také byla dohodnuta společná diskuze všech tří stavů a individuální hlasování. Tato opatření měla proměnit králem svolávaný sbor na nezávislý orgán.
,,Revoluce" v Dauphiné z roku 1788 vyvolala v Paříži velký zmatek, arcibiskup Loménie de Brienne rezignoval na svou funkci hlavního králova ministra. Události v Dauphiné ovlivnily setkání představitelů jednotlivých stavů (notáblů) ve Versailles v listopadu 1788. Setkání bylo zorganizováno, aby se připravilo na zasedání generálních stavů.
Během druhé světové války se Německá armáda v roce 1940 zastavila na řece Isère a Dauphiné se ocitlo v tzv. svobodné zóně,
Po německé porážce v bitvě u Stalingradu se v části Dauphiné, zejména v těžko přístupném pohoří Vercors ustanovilo jedno z nejdůležitějších center francouzského odboje. V červnu 1944 po spojenecké invazi v Normandii se pokusily dobrovolnické paramilitarní skupiny, které byly zbraněmi ze vzduchu zásobovány Spojenci zastavit pohyb německých vojsk, která mířila na sever. Byly však obklíčeny dvěma německými divizemi horské pěchoty a zničeny v těžkých bojích.

## Symbolika

znak od nejstaršího:
stát Svaté říše římské
součást Francie

vlajka od nejstarší:
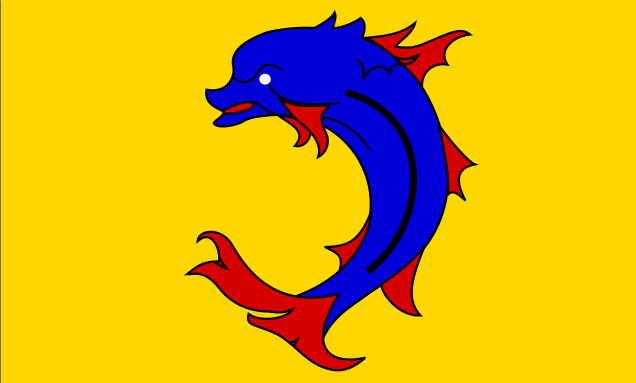
stát Svaté říše římské
jako součást Francie